# 의성어

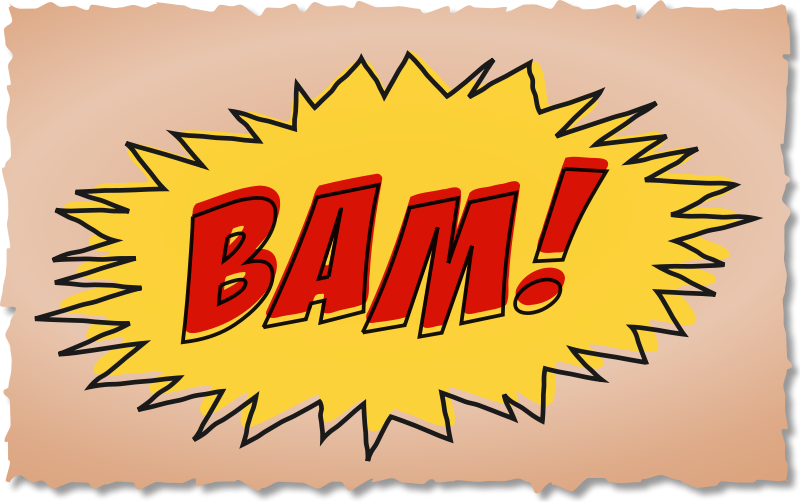

의성어(擬聲語)는 소리가 나는 모양을 표시한 어휘이다. 예를 들어 "삐약삐약"과 같은 동물의 울음소리, "쾅"과 같은 폭발음도 의성어에 해당된다.
의성어는 언어와 음운의 구조로 인해 언어에 따라 달라질 수 있다. 예를 들어 시계 소리를 나타내는 노르웨이어는 tikk takk이고 네덜란드어에서는 음절 끝에서 장음을 허용하지 않기 때문에 tik tak으로 표기된다.

## 같이 보기
- 의태어